# 양식진주
양식진주(養殖眞珠)는 조개에 이물질을 넣어 진주를 양식한 것이다. 일본에서 발명하였다. X선을 촬영하면 핵이 그 바깥과 구분되는지를 구분하여 천연진주와 양식진주를 구분할 수 있다. 양식진주는 다시 해수진주와 담수진주로 구분할 수 있다. 

## 같이 보기
- 모조진주